# 1 000 kilomètres de Kyalami 1983
Navigation
Édition précédente Édition suivante
Les 1 000 kilomètres de Kyalami 1983 (officiellement appelé le Castrol 1000 km), disputées le 10 décembre 1983 sur le Circuit du Kyalami, ont été la septième et dernière manche du Championnat du monde des voitures de sport 1983.

## La course

### Classement de la course
Voici le classement officiel au terme de la course,,.
- Les premiers de chaque catégorie du championnat du monde sont signalés par un fond jaune.
- Pour la colonne Pneus, il faut passer le curseur au-dessus du modèle pour connaître le manufacturier de pneumatiques.
- Les voitures ne réussissant pas à parcourir 75% de la distance du gagnant sont non classées (NC).

## Pole position et record du tour
- Pole position :  Stefan Bellof (#2 Rothmans Porsche) en 1 min 10 s 880
- Meilleur tour en course :  Stefan Bellof (#2 Rothmans Porsche) en 1 min 15 s 590

## À noter
- Longueur du circuit : 4,104 km
- Distance parcourue par les vainqueurs : 1 001,376 km